# Lieinix
Lieinix este un gen de fluturi din subfamilia Dismorphiinae. Speciile sunt native din America..

## Specii
- Lieinix christa (Reissinger, 1970)
- Lieinix cinerascens (Salvin, 1871) – Bluish Mimic-White
- Lieinix lala (Godman & Salvin, 1889) – Dark Mimic-White
- Lieinix neblina J. Maza & R.G. Maza, 1984 – Guerrero Mimic-White
- Lieinix nemesis (Latreille, [1813]) – Frosted Mimic-White
- Lieinix viridifascia (Butler, 1872) – Greenish Mimic-White